# 에드몽 아부
에드몽 프랑수아 발랑탱 아부(Edmond François Valentin About)는 1828년 2월 14일 디외즈에서 태어나 1885년 1월 16일 파리 9구에서 사망한 프랑스의 작가, 언론인이자 예술 비평가로 아카데미 프랑세즈의 회원이었다.